# Tomáš Vomáčka
Tomáš Vomáčka (* 2. května 1999) je český hokejový brankář, který hraje ELH za HC Dynamo Pardubice (2025). Nastupoval také v zámoří, a to v ligách: ECHL, NCAA a USHL. Nastupoval také za reprezentaci ČR, a to v kategoriích U16, U17, U18 a U20.